# Boxe aux Jeux olympiques d'été de 1992
Navigation
Séoul 1988 Atlanta 1996
Aux Jeux olympiques d'été de 1992, douze épreuves de boxe anglaise se sont disputées du 26 juillet au 9 août 1992 à Barcelone, Espagne.

## Résultats

### Podiums
| Catégories                    | Or                | Argent                | Bronze                              |
| Poids mi-mouches (-48 kg)     | Rogelio Marcelo   | Daniel Petrov         | Jan Quast Roel Velasco              |
| Poids mouches (-51 kg)        | Choi Chol-su      | Raúl González         | István Kovács Timothy Austin        |
| Poids coqs (-54 kg)           | Joel Casamayor    | Wayne McCullough      | Li Gwang-sik Mohamed Achik          |
| Poids plumes (-57 kg)         | Andreas Tews      | Faustino Reyes        | Hocine Soltani Ramazan Paliani      |
| Poids légers (-60 kg)         | Oscar de la Hoya  | Marco Rudolph         | Namjilyn Bayarsaikhan Hong Sung-sik |
| Poids super-légers (-63,5 kg) | Héctor Vinent     | Mark Leduc            | Jyri Kjäll Leonard Doroftei         |
| Poids welters (-67 kg)        | Michael Carruth   | Juan Hernández Sierra | Anibal Acevedo Arkhom Chenglai      |
| Poids super-welters (-71 kg)  | Juan Carlos Lemus | Orhan Delibaş         | György Mizsei Robin Reid            |
| Poids moyens (-75 kg)         | Ariel Hernández   | Chris Byrd            | Chris Johnson Lee Seung-Bae         |
| Poids mi-lourds (-81 kg)      | Torsten May       | Rostislav Zaoulichniy | Wojciech Bartnik Zoltán Béres       |
| Poids lourds (-91 kg)         | Félix Savón       | David Izonritei       | Arnold Vanderlyde David Tua         |
| Poids super-lourds (+91 kg)   | Roberto Balado    | Richard Igbineghu     | Brian Nielsen Svilen Rusinov        |

### Tableau des médailles
| Place | Pays                        | Médaille d'or, Jeux olympiques | Médaille d'argent, Jeux olympiques | Médaille de bronze, Jeux olympiques | Total |
| ----- | --------------------------- | ------------------------------ | ---------------------------------- | ----------------------------------- | ----- |
| 1     | Cuba                        | 7                              | 2                                  | 0                                   | 9     |
| 2     | Allemagne                   | 2                              | 1                                  | 1                                   | 4     |
| 3     | États-Unis                  | 1                              | 1                                  | 1                                   | 3     |
| 4     | Irlande                     | 1                              | 1                                  | 0                                   | 2     |
| 5     | Corée du Nord               | 1                              | 0                                  | 1                                   | 2     |
| 6     | Nigeria                     | 0                              | 2                                  | 0                                   | 2     |
| 7     | Équipe unifiée de l’ex-URSS | 0                              | 1                                  | 1                                   | 2     |
| -     | Bulgarie                    | 0                              | 1                                  | 1                                   | 2     |
| -     | Canada                      | 0                              | 1                                  | 1                                   | 2     |
| -     | Pays-Bas                    | 0                              | 1                                  | 1                                   | 2     |
| 11    | Espagne                     | 0                              | 1                                  | 0                                   | 1     |
| 12    | Hongrie                     | 0                              | 0                                  | 3                                   | 3     |
| 13    | Corée du Sud                | 0                              | 0                                  | 2                                   | 2     |
| 14    | Philippines                 | 0                              | 0                                  | 1                                   | 1     |
| -     | Algérie                     | 0                              | 0                                  | 1                                   | 1     |
| -     | Mongolie                    | 0                              | 0                                  | 1                                   | 1     |
| -     | Maroc                       | 0                              | 0                                  | 1                                   | 1     |
| -     | Finlande                    | 0                              | 0                                  | 1                                   | 1     |
| -     | Roumanie                    | 0                              | 0                                  | 1                                   | 1     |
| -     | Porto Rico                  | 0                              | 0                                  | 1                                   | 1     |
| -     | Thaïlande                   | 0                              | 0                                  | 1                                   | 1     |
| -     | Pologne                     | 0                              | 0                                  | 1                                   | 1     |
| -     | Royaume-Uni                 | 0                              | 0                                  | 1                                   | 1     |
| -     | Nouvelle-Zélande            | 0                              | 0                                  | 1                                   | 1     |
| -     | Danemark                    | 0                              | 0                                  | 1                                   | 1     |
| Total | 25 pays médaillés           | 12                             | 12                                 | 24                                  | 48    |

## Référence
1. ↑  (en) Résultats des Jeux olympiques 1992 (amateur-boxing.strefa.pl)